# اتهام مايكل جاكسون بالتحرش الجنسي بطفل عام 1993
في صيف 1993 ، اتهم إيفان تشاندلر مايكل جاكسون بالتحرش الجنسي بنجله جوردان البالغ من العمر 13 عام. بدأت العلاقة بين جاكسون وإيفان في مايو 1992 و كان تشاندلر يتباهى دائما بهذه العلاقة. اشتهرت هذه الصداقة حيث صرحت صحافة تابلويد أن جاكسون أصبح عضوا في عائلة تشاندلر .
في يونيو 1993 ، أخبر تشاندلر زوجته السابقة جون التي كانت وصية على جوردان بأنه لديه شكوك بأن ابنهم جوردان على علاقة غير مناسبة بجاكسون و لكنها رفضت و نفت ذلك. ووفقا لعدة مصادر هدد تشاندلر بأنه سيعرض الدليل على صحة ادعائه ضد جاكسون على الملأ. استدعى المحامي الخاص بتشاندلر طبيب نفسي يدعى ماثيس إبرام و أصدر دليل طفيف يثبت صحة تهمة التحرش الجنسي بإبنه.
في 15 يوليو ، بدون مقابلة الطفل جوردان أرسل إبرام المحامي خطاب موضحا فيه ان هناك شكوك مؤكدة على التحرش الجنسى و إذا اتضح أنها صحيحة سوف يتم استدعائه لمحكمة لوس أنجلوس لشئون الطفل . في 4 أغسطس ، قابل تشاندلر و ابنه جوردان جاكسون و المحقق الخاص به و قام تشاندلر بقراءة نص الخطاب ثم قام بفتح مفاوضات لفض القضية لمقابل مادي . في 16 أغسطس أي ثلاثة أيام بعد أن تشاندلر و المحامي الخاص به قد رفض عرض 350,000$ من طاقم جاكسون ، أشار موكل جون إلى روثمان (محامي تشاندلر) أنه سيقوم بإجراءات في ذلك الصباح ليجبر تشاندلر على إعادة جوردان ليذهب مع جاكسون في إحدى حفلاته بسلسلة دانجروس في اليوم الذي بدأ فيه جاكسون ثالث حفلاته ، انتشرت أخبار الإدعائات إلى العالم و نالت اهتمام من الإعلام في كل أنحاء العالم . قام جاكسون بإلغاء العدد المتبقي من الحفلات نتيجة لمشاكل صحية نتجت من هذه النميمة. في يناير 1994 ، وصل جاكسون إلى تسوية مالية مع تشاندلر لفض الأمر و تم قفل التحقيق لعدم وجود أدلة كافية في سبتمبر .انتحر إيفان تشاندلر في بيته في 5 نوفمبر 2009 أي بعد وفاة مايكل جاكسون بخمسة أشهر .